# Dicliptera multiflora
Dicliptera multiflora är en akantusväxtart som först beskrevs av Hipólito Ruiz López och Pav., och fick sitt nu gällande namn av Antoine Laurent de Jussieu. Dicliptera multiflora ingår i släktet Dicliptera och familjen akantusväxter. Inga underarter finns listade i Catalogue of Life.